# Haptonomie
Die Haptonomie (griechisch Lehre von der Berührung) ist eine von alternativmedizinischen Ärzten, Hebammen und Heilpraktikern angebotene Methode zur Geburtshilfe und -begleitung, zur Psychotherapie und Krankenbehandlung (Haptosynesie) sowie zur Sterbebegleitung. Sie wurde in den 1940er Jahren von dem Niederländer Frans Veldman entwickelt und ist heute vorwiegend in Frankreich verbreitet.
Bei der Schwangerschafts- und Geburtsbegleitung soll durch sanfte Berührungen eine Kontaktaufnahme mit dem Kind schon im Mutterbauch erreicht werden. Dabei werden die Eltern vom Therapeuten angeleitet. Konzeptuell wird die moderne apparategestützte Geburtshilfe als unpersönlich kritisiert. Haptonomie fördere stattdessen die Entwicklung der Bindung zwischen dem Kind und den Eltern, insbesondere auch zwischen Vater und Kind. Gleichzeitig ermögliche sie einen harmonischen und schmerzfreien Ablauf der Geburt.
Die Haptonomie ist kein Bestandteil der hochschulmedizinischen Versorgung. Veldman selbst hat kaum wissenschaftliche Publikationen, jedoch mehrere Bücher verfasst und in verschiedenen Ländern Vortragsreisen durchgeführt. Das von ihm gegründete private C.I.R.D.H. (Centre International de Recherche et de Développement de l'Haptonomie, zu Deutsch Internationales Zentrum zu Forschung und Entwicklung der Haptonomie) im südfranzösischen Oms bietet entsprechende Kurse an und erhebt den Anspruch, dass nur Personen zur haptonomischen Behandlung befugt seien, die dort ausgebildet wurden.